# Michał Skrzeczek
Michał Skrzeczek – polski producent filmowy.
Szereg produkcji – filmów dokumentalnych i spektakli telewizyjnych, w których powstaniu uczestniczył Michał Skrzeczek, przede wszystkim jako kierownik produkcji, było nagradzanych.

## Wybrane produkcje filmowe
Większość filmów, w których produkcji uczestniczył Michał Skrzeczek to dokumenty:
- 2001 – Jorg. Próba portretu (reż. Grażyna Ogrodowska, Leszek Furman) – o Jerzym Ziętku[2]
- 2002 – Koksiarze (reż. Bożena Klimus, Jan Zub) – o kulturystach[3]
- 2002 – Bobrek Dance (reż. Dagmara Drzazga)
- 2003 – Ono i oni (reż. Marzena Woźniak, Jan Zub) – o problematyce aborcyjnej
- 2003 – Muzyka Wojciech Kilar (reż. Halina Szymura) – o Wojciechu Kilarze[4]
- 2003 – Fryzjer (spektakl telewizyjny, reż. Maciej Pieprzyca)
- 2003 – Edward Gierek. „Nikt mnie już o nic nie pytał” (reż. Grażyna Ogrodowska, Leszek Furman) – o Edwardzie Gierku[5]
- 2004 – Prezent (spektakl telewizyjny, reż. Łukasz Wylężałek)
- 2004 – Casting (reż. Bożena Klimus, Jan Zub)
- 2006 – Zorka (spektakl telewizyjny, reż. Łukasz Wylężałek)
- 2006 – Techniki negocjacyjne (spektakl telewizyjny, reż. Magdalena Piekorz)
- 2006–2007 – Desperaci. Wybuchowa historia PRL-u (serial dokumentalny, reż. Leszek Ptaszyński)[6]
- 2007 – Rodzinny Show (spektakl telewizyjny, reż. Maciej Pieprzyca)[7]
- 2007 – Ostatnia wojenna stolica (reż. Jędrzej Lipski) – o Częstochowie u kresu II wojny światowej
- 2007 – Ostatni rejs „Grafa Zeppelina” (reż. Ewa Kozik, Krzysztof Miller, Ewa Stępniewicz) – o niemieckim lotniskowcu[8]
- 2007 – Iskra w kamieniu (reż. Maciej Muzyczuk, Aneta Chwalba, Leszek Ptaszyński) – o Marcu 1968 roku[9]
- 2007 – 1819 kilogramów wiary (reż. Maciej Muzyczuk, Aneta Chwalba) – o rozświetlaniu Krzyża na Giewoncie[10]
- 2008 – To jest moja olimpiada (reż. Maciej Muzyczuk, Aneta Chwalba)
- 2008 – Sieroty spod znaku wrony (reż. Anna Plaszczyk) – o ofiarach stanu wojennego[11]
- 2008 – Seryjni mordercy (serial dokumentalny, Maciej Muzyczuk, Aneta Chwalba)
- 2008 – PZPR. Krótki kurs historii (reż. Aneta Chwalba)
- 2008 – Piasek w tryby. Jastrzębie '88 (reż. Grażyna Ogrodowska, Leszek Furman) – o wydarzeniach jastrzębskich
- 2008 – No i cóż, że do Szwecji (reż. Radosław Domański, Jan Zub)
- 2008 – Koncert życzeń (spektakl telewizyjny, reż. Beata Dzianowicz)
- 2008 – Historia bezpieki. Miecz i tarcza komunizmu (serial dokumentalny, reż. Maciej Muzyczuk)
- 2008 – A fe! Czyli polski śmietnik (reż. Maciej Muzyczuk)
- 2008 – 596 dni (reż. Bożena Klimus, Jan Zub) – o identyfikacji czaszki Ludwika Szymańskiego, ofiary Katynia[12]
- 2009 – W pogardzie i chwale. Wojciech Korfanty (reż. Aleksandra Fudala, Maciej Muzyczuk) – o Wojciechu Korfantym[13]
- 2009 – Urząd bez tajemnic (reż. Aleksandra Fudala) – o Gmachu Sejmu Śląskiego[14]
- 2009 – Śląski wrzesień (reż. Maciej Muzyczuk)
- 2009 – Odpoczywanie (spektakl telewizyjny, reż. Paweł Passini)
- 2009 – Bitwa wyrska (reż. Aleksandra Fudala, Kamil Niesłony)
- 2009 – Wszystkie ręce umyte. Sprawa Barbary Blidy (reż. Sylwester Latkowski, Piotr Pytlakowski)
- 2009 – Taka jest historia... (reż. Aleksandra Fudala, Krzysztof Toboła) – o śląsko-dąbrowskiej „Solidarności”
- 2010 – Tajemnice Jasnej Góry (serial dokumentalny, reż. Wojciech Kursa)
- 2010 – Śląski posterunek (reż. Aleksandra Fudala, Kamil Niesłony)
- 2010 – ID (spektakl telewizyjny, reż. Marcin Liber)
- 2011 – Sprzedawcy gumek (spektakl telewizyjny, reż. Artur Tyszkiewicz)
- 2011 – Oskarowe kostiumy Barbary Ptak (reż. Krzysztof Korwin-Piotrowski)
- 2011 – Iwona, księżniczka Burgunda (spektakl telewizyjny, reż. Atilla Keresztes)
- 2011 – Dziady (spektakl telewizyjny, reż. Krzysztof Babicki)
- 2011 – 11 dni (reż. Michał Muzyczuk)
- 2012 – Wojciech Kilar. Credo (reż. Violetta Rotter-Kozera, Zdzisław Sowiński)
- 2012 – W oku Boga (reż. Wojciech Królikowski) – o fotografie wojennym Krzysztofie Millerze[15]
- 2012 – Mleczarnia (spektakl telewizyjny, reż. Jacek Rykała)[16]
- 2012 – Cholonek (reż. Mirosław Neinert, Robert Talarczyk)
- 2016 – Prorok nie umiera. Ks. Franciszek Blachnicki (reż. Adam Kraśnicki)
- 2018 – Dominum Montes. Góry Jana Pawła II (reż. Adam Kraśnicki)
- 2018 – Aktion Saybusch. Zapomniane wysiedlenie (reż. Rafał Geremek)
- 2019 – 90 lat Muzeum Śląskiego (reż. Marianna Dufek)
- 2020 – Rymkiewicz. Historia i metafizyka (reż. Przemysław Dakowicz, Beata Netz)
- 2020 – Hanik. Podróż do życia (reż. Wojciech Królikowski)[17]
- 2021 – Pod presją dźwięku i słowa (reż. Violetta Rotter-Kozera) o Joannie Wnuk-Nazarowej[18]